# عين السهلة
عين السهلة (بالعبرية: עין אל-סהלה) هي قرية عربية صغيرة تقع على جبل الخطاف الذي يطل على وادي عارة في المثلث الشمالي في إسرائيل.

## التسمية
سُميت قرية عين السهلة بهذا الاسم نسبةً لعين الماء الموجودة فيها التي تمتاز بمذاق جميل وسهل.

## التاريخ
في أواسط القرن التاسع عشر جاء إلى القرية قسم من عشيرة «آل كبها» التي كانت تعيش في يعبد، حيث قصدوا العين للشرب منها، وبعد فترة استقروا فيها وبنوا بيوتهم ومسجدهم الأول «مسجد أبو بكر الصديق» في عام 1973م، ومسجدهم الثاني «مسجد الهدى» عام 1989م، وشيدوا مدرسة وملعب وغيرهما.
اعتبارا من عام 1996 تتبع القرية مجلس بسمة المحلي مع كل من برطعة ومعاوية.

## الجغرافيا
تمتاز عين السهلة بموقعها الجبلي حيث تربض القرية على سفح وقمة جبل الخطاف، وهو ربوة تابعة لسلسلة جبال نابلس. يصل متوسط ارتفاعها إلى 380 مترًا فوق مستوى سطح البحر. تمتاز القرية بموقعها إذ يمكن رؤية سلسلة جبال الجليل الأسفل ومدينة الناصرة، والجليل الأعلى، وبالأيام الباردة حيث يكون الطقس صافيا فبالإمكان رؤية جبل الشيخ في أقصى الشمال. كذلك يمكن رؤية مدينة أم الفحم المجاورة. وفي الأيام الصافية كذلك يمكن مشاهدة السهل الساحلي الشمالي والجنوبي من الخضيرة حتى تل أبيب جنوبا، ويمكنك مشاهدة سلسلة جبال الكرمل وعلى قمتها جامعة حيفا في الشمال الغربي.

## السكان
يبلغ عدد سكان قرية عين السهلة حوالي 2,201 نسمة جميعهم من العرب المسلمين ينقسمون إلى قسمين؛ منهم من يسكن في الجزء الأعلى من الجبل (عين السهلة الفوقا) ويشكلون الأغلبية ومنهم من يسكن في السفح (عين السهلة التحتى) البالغ عددهم حوالي 500 نسمة. وأغلب سكان عين السهلة من عشيرة كبها.

## الإدارة
في عام 1996 انضمت عين السهلة مع برطعة ومعاوية ليشكلن مجلسًا محليًا أطلق عليه اسم «بسمة» اختصارا لاسم القرى الثلاث. في عام 2009 وحتى عام 2013 تم انتخاب السيد «زيدان بدران» من عين السهلة لرئاسة المجلس.